# 景林堂
景林堂是中国上海市的一座基督新教卫理公会教堂，位于虹口区昆山路135号（坐南朝北），东近吴淞路，西近乍浦路。堂名是为了纪念该会著名传教士林乐知。1981年改名景灵堂。

## 历史

### 起源
该堂是美南监理会在上海创建的第二座教堂，起初是中西书院的内部教堂，服务于该会在此创办的中西书院师生。1882年，监理会传教士林乐知牧师（Young Allen）在公共租界苏州河以北的虹口地区购进了大片的土地，创办了中西书院。20世纪初，中西书院并入东吴大学，这里就改办东吴大学的法学院和二附中。
1922年－1923年，美南监理会在昆山路南侧，原教堂斜对面，拆除传教士宿舍，新建一座规模较大的教堂，当时曾是上海最大的教堂，可容纳1000多人。为纪念该会著名传教士、中西书院创始人林乐知而命名为景林堂。1924年元旦，由牧师江长川主持献堂典礼。此后，景林堂由江长川牧师主持，直至1931年。

### 变迁
1937年8月13日八一三事变，激烈的淞沪会战开始，景林堂所在的虹口成为战区，堂址被日军占用，景林堂信徒大批从虹口逃难到苏州河以南的租界，其中部分信徒借法租界西部西爱咸斯路（今永嘉路）的中西女中第二小学聚会，成立了景林堂分堂，命名为景文堂，以纪念传教士潘慎文。
抗日战争胜利后，景林堂迁回原址。1950年，景文堂脱离景林堂，成立正式牧区。1951年，景文堂迁入衡山路9弄2号卫理公会差会女子部的房屋，同年又在草地上造了小礼拜堂。1953年海涵堂并入，改名为沪西礼拜堂。
1958年，中国基督教新教三自爱国教会实行联合礼拜，景林堂被定为虹口区4所联合礼拜场所之一。沪西礼拜堂则参加徐汇区联合礼拜，该堂房屋由衡山路幼儿园使用。

### 关闭
1966年起，由于文化大革命，景林堂被关闭，教堂内部遭破坏。
1954年，基督教三自爱国运动委员会成立时江长川任副主席，是中国基督教会的显赫人物。具有讽刺意味的是，当年为蒋介石施洗的江长川，在1951年的控诉运动中，曾在基督教刊物《天风周刊》上发表《控诉美蒋利用卫理公会侵略中国的罪行》，控诉他的教友蒋介石。

### 恢复
1979年，中国大陆恢复开放教堂，上海市在这一年开放了3座新教教堂：黄浦区西藏路的沐恩堂（原慕尔堂）、南市区大昌街的清心堂和虹口区武进路的沪北会堂。作为虹口区基督教新教联合礼拜堂的沪北会堂开放于9月，位于武进路，原属基督复临安息日会。不久因信徒人数增加太多，地方太过拥挤，于是在1980年9月改到景林堂，而将沪北会堂出租祚世俗用途。1981年，景林堂更名为景灵堂，意为景仰圣灵。

## 建筑
该堂坐南朝北，高三层，原有房屋面积为720平方米，1983年扩建为811平方米。设有哥特式尖拱窗。景林堂已被列为第二批上海市优秀历史建筑。

## 特色
景灵堂每周有查经聚会、青年聚会、祷告会、老年团契、读经识字班、唱诗班练唱活动等。每星期日参加礼拜人数有4600人左右。
景灵堂的唱诗班成员有100多人，唱诗班歌唱水平较高，参加者经过严格训练，合格者才能上台，星期日每场礼拜都有唱诗班献唱。许多诗歌要求熟练背诵。

## 牧师
- 江长川
- 姚民权
- 余江

## 著名信徒
- 宋耀如、倪桂珍一家，包括宋霭龄、宋庆龄、宋美龄姐妹，宋美龄曾是该堂唱诗班成员。
- 蒋介石：1930年10月23日在此受洗，名字列在该堂名册中。

## 事件
1927年12月，蒋介石和宋美龄在上海举行婚礼，宋家曾邀请当时景林堂的牧师江长川担任主婚牧师，江长川认为蒋虽然按照宋家的要求，和别的女人断绝了关系，并登了广告，但手续尚未办清，所以蒋的离婚是片面的，没有法律依据，一再拒绝出席。因此蒋宋结婚只能请基督教青年会的总干事主持。
1932年元旦，宋尚节第一次在景林堂开布道会，講章的內容是：勿貪戀世俗，免作羅得妻子的覆轍。听众相当踊跃，将景林堂拥挤得水洩不通，以至于原定三天的會期延长到10天，最后一天人数达到一千六、七百人，讲台上站立许多人。这次五、六百人蒙恩，七、八百人决志每日查考圣经一章，而且组织布道团。會後，上海各教會都感到復興的氣息。 而基督教青年会及基督教协进会干事余日章也公开放弃以往提倡的社会福音、人格救国。
1934年，宋尚节脱离伯特利环游布道团后，在景林堂开三天新春布道会，来者有千余人之众。

## 景林廬
1922年，在建造新教堂的同时，在其南面的空地上建造一座5层公寓——景林廬，供攜眷來滬的監理會傳教士們住宿。这座公寓力求在有限的建築面積中爭取更多的使用面積，這一理念對以後上海住宅的變化和發展起過一定作用。这座公寓还是最早出現在虹口的五層建築。

## 附属小学
1911年，景林堂开始附设小学，名为景林小学。1952年，景林小学被政府接管后，改名为昆山路小学。